# Wydział Medyczny Uniwersytetu Bar-Ilana
Wydział Medyczny Uniwersytetu Bar-Ilana (hebr.)הפקולטה לרפואה בצפת – jedna z podstawowych jednostek organizacyjnych izraelskiego Uniwersytetu Bar-Ilana, w mieście Safed.

## Historia
Rozpoczęła działalność w 2011, dołączając do czterech uczelni medycznych istniejących wcześniej w Izraelu. Jej powstanie było wynikiem decyzji podjętej w październiku 2002 przez Komisję Pazzi, która uznała za konieczne utworzenie nowej instytucji kształcącej lekarzy, aby w ten sposób przeciwdziałać spadkowi ich liczby w kraju. W czerwcu 2007 Komitet Halevi zaaprobował decyzję otwarcia wydziału medycznego w Safedzie, w Górnej Galilei. 

## Informacje ogólne
Wydział oferuje studentom uzyskanie stopnia naukowego doktora nauk medycznych i doktora psychologii. Program nauczania przebiega według następującego schematu: 1,5 roku nauk przedklinicznych, 3 lata studiów doktoranckich oraz 2,5 roku nauki klinicznej. Uczelnia posiada nowoczesne laboratoria medyczne umożliwiające prowadzenie badań w następujących kierunkach: biochemia, nauki podstawowe, energetyka, metabolizm, farmakologia, mikrobiologia, genetyka, bioinformatyka, neurobiologia, anatomia, morfologia, biologia ewolucyjna, immunologia, cytologia, opieka zdrowotna i etyka lekarska.
Wydział Medyczny Uniwersytetu Bar-Ilana współpracuje z sześcioma szpitalami: Centrum Medycznym Sieff w Safedzie, Szpitalem Zachodniej Galilei w Naharijji, Centrum Medycznym Baruch Pade w Tyberiadzie, Szpitalem Nazaret w Nazarecie, Szpitalem Świętej Rodziny w Nazarecie oraz z Centrum Zdrowia Psychicznego Mazra w Akce.